# Kemi-Obacultuur
De Kemi-Obacultuur (Oekraïens: Кемі-обинська культура, Russisch: Кеми-Обинская культура) is een kopertijd archeologische cultuur van ca. 3700—2200 v.Chr. op het grondgebied van de noordelijke kuststreek van de Zee van Azov, de Beneden-Dnjepr-regio en de Krim.
De naam is afgeleid van de Kemi-Oba-grafheuvel nabij Belogorsk.

## Oorsprong
De stammen van de Kemi-Obacultuur zijn mogelijk via de Straat van Kertsj uit de Noordelijke Kaukasus afkomstig. Ondanks enige verschillen tussen de Krim en steppe-volkeren is de gemeenschappelijke oorsprong duidelijk. De stammen aan de Zee van Azov en de Dnjepr vermengden zich met Sredny Stogstammen, wat resulteerde in een cultuur van gemengde aard.

## Cultuur

### Woningen
De Kemi-Obastammen leefden in kleine nederzettingen, vaak op heuvels en riviereilanden, in het bijzonder aan de Dnjepr en zijrivieren. De nederzettingen bestonden uit semi-ondergrondse woningen met een door houten palen ondersteund zadeldak. Daarnaast zijn in het Krimgebergte kleine tijdelijke verblijven in grotten gevonden.

### Economie
Vee speelde een belangrijke rol in de economie van de Kemi-Obacultuur, in het bijzonder schapen. Het is waarschijnlijk dat de tijdelijke kampementen van de Kemi-Obacultuur in het Krimgebergte verband hielden met seizoensgebonden schapenhouderij. Naast schapenteelt hielden de Kemi-Oba-veehouders zich bezig met het fokken van paarden en runderen. Ook werd er landbouw beoefend, zoals blijkt uit vondsten van vuurstenen klingen voor sikkels.

### Gereedschap en keramiek
Zoals andere kopertijdstammen gebruikt de Kemi-Obacultuur verschillende landbouw- en huishoudelijke gereedschappen van vuursteen en andere steen, hoorn en metaal. Originele producten van been waren zogenaamde "schaatsen" en dobbelstenen. Onder de metalen producten van de Kemi-Obacultuur bevinden zich priemen, messen, bijlen en andere producten van duidelijk Kaukasische oorsprong.
Het aardewerk van de Kemi-Obacultuur is redelijk uniform en weinig gedecoreerd, en duidelijk anders dan dat van andere kopertijdculturen op het grondgebied van het moderne Oekraïne. Het omvat verschillende soorten potten alsook kommetjes op poten, zogenaamde "wierookbranders".

### Begrafenisritueel
De Kemi-Obastammen begroeven hun doden onder grafheuvels, vaak van een vrij complexe structuur, waarbij veelvuldig gebruik werd gemaakt van steen en hout.
De grafkamer bestond uit een rechthoekige kuil. De wanden van de put werden vaak bekleed met goed afgewerkte en aaneengesloten stenen platen of houten balken.
De binnenwanden van de stenen of houten grafkamers waren vaak kleurig beschilderd, mogelijk als imitatie van tapijten. De bodem van de kamer werd bedekt kleine steentjes, schelpen of gebroken kalk. De overledene lag op zijn rug of zijde, in een gehurkte positie (hurkgraf).
In de grafkamer werden aardewerk, diverse voorwerpen van steen, been en metaal geplaatst. Daarna werd de grafkamer bedekt met stenen platen of houten dekken en zorgvuldig met leem bepleisterd. Boven het graf werd een aarden heuvel opgeworpen, welke vaak met stenen bekleed werd. Rond de centrale structuur werd, soms op enige afstand, een steencirkel geconstrueerd en het geheel bedekt met aarde.
Soms werd op de heuvel een antropomorfe stele of verticale langwerpige steen (menhir) geplaatst, mogelijk ter ere van belangrijke persoonlijkheden. Deze steles waren stenen platen met schematisch aangegeven hoofd en enige details van het gezicht en de handen. Aan de onderkant van sommige steles waren soms afbeeldingen van mensen, dieren, en diverse gereedschappen of wapens ingebeiteld.

## Antropologie
De mensen van de Kemi-Obacultuur waren langschedelig met een smal en hoog gezicht, een scherp profiel en sterk uitstekende neus, vergelijkbaar met de mensen van de Noord-Kaukasus en Transkaukasië (Koera-Araxes- en Majkopcultuur).